# U-25 (1936)
U-25 — большая океанская немецкая подводная лодка типа I, времён Второй мировой войны - первая из двух построенных. Заказ на постройку лодки был отдан 17 декабря 1934 года. Лодка была заложена на верфи судостроительной компании «АГ Везер» в Бремене 28 июня 1935 года под заводским номером 903. Спущена на воду 14 февраля 1936 года. 6 апреля 1936 года под командованием капитан-лейтенанта Эберхарда Годта вошла в состав 2-й флотилии «Зальцведель».
Лодка совершила пять боевых походов, в которых потопила 8 судов (50 255 брт) и повредив одно судно (7 638 брт).

## История службы
До 1940, U-25 использовалась в основном как учебное судно, и применялась правительством нацистской Германии в целях пропаганды. Во время походов было обнаружено, что субмаринами типа IA сложно управлять, в связи с их плохой устойчивостью и малой скоростью погружения. В начале 1940, по причине недостаточного числа достроенных субмарин, лодка была отозвана на боевое службу.
17 января 1940, в 10 миль (16 км) к северу от Макл-Флагга (Шетландские острова) U-25 торпедировала SS Polzella. SS Enid (капитан Вайб) из нейтральной на тот момент Норвегии по пути в  Дублин пришла на помощь SS Polzella. После этого U-25 артогнём тяжело повредила SS Enid, команда которой спаслась на спасательных шлюпках, и были спасены подошедшими SS Kina ( Дания) и рыболовным траулером Granada ( Великобритания). SS Enid была затоплена командой HMS Firedrake ( Великобритания). Никто из команды SS Polzella не выжил.
18 января 1940 в 16:25, лодка торпедировала и потопила MV Pajala. Все 35 человек команды были спасены её эскортом - вспомогательным крейсером HMS Northern Duke ( Великобритания), который ответным огнём в 17:26 заставил U-25 погрузиться, и сбросил глубинные бомбы. Было заявлено о попадании в ограждение рубки и потоплении противника, однако на самом деле U-25 ушла без повреждений.

## Судьба
Примерно 1 августа 1940 года U-25, после выхода в поход из Вильгельмсхафена с целью постановки мин возле Норвегии, севернее Терсхеллинга наткнулась на морскую мину британского минного заграждения номер 7 и затонула со всем экипажем, погибло 49 человек.

## Потопленные суда
| Название          | Тип                              | Принадлежность | Дата                 | Тоннаж (брт) | Груз | Судьба                                                     | Место                     |
| ----------------- | -------------------------------- | -------------- | -------------------- | ------------ | --- | ---------------------------------------------------------- | ------------------------- |
| SS Baoulé         | грузовое судно                   | Франция        | 31 октября 1939 года | 5874         | пальмовые ядра, хлопок, какао, кофе, резина                                                             | потоплен                                                   | 43°48′ с. ш. 09°08′ з. д. |
| SS Polzella       | грузовое судно                   | Великобритания | 17 января 1940 года  | 4751         | железная руда                                                                                           | потоплен                                                   | 61°00′ с. ш. 01°00′ з. д. |
| SS Enid           | грузовое судно                   | Норвегия       | 17 января 1940 года  | 1140         | целлюлоза                                                                                               | тяжело повреждено, затоплено                               | 60°58′ с. ш. 00°53′ з. д. |
| MV Pajala         | грузовое судно                   | Швеция         | 18 января 1940 года  | 6873         | 9150 тонн зерна и корма для скота                                                                       | потоплен                                                   | 59°05′ с. ш. 05°56′ з. д. |
| SS Songa          | грузовое судно                   | Норвегия       | 22 января 1940 года  | 2589         | генерального груз, включающий пустые бочки, губки, автомобильные шины, медь, бобы, кофе, хлопок и олово | потоплен                                                   | 49°45′ с. ш. 12°35′ з. д. |
| SS Armanistan     | грузовое судно                   | Великобритания | 3 февраля 1940 года  | 6805         | 8300 т генерального груза, включающего сахар, цинк, химическую продукцию и железные рельсы              | потоплен                                                   | 38°15′ с. ш. 11°15′ з. д. |
| MV Chastine Mærsk | грузовое судно                   | Дания          | 13 февраля 1940 года | 5177         | фосфорные удобрения                                                                                     | потоплен                                                   | 61°30′ с. ш. 02°00′ в. д. |
| HMS Scotstoun     | торговый вспомогательный крейсер | Великобритания | 13 июня 1940 года    | 17046        | - | потоплен                                                   | 57°00′ с. ш. 09°57′ з. д. |
| SS Brumaire       | танкер                           | Франция        | 19 июня 1940 года    | 7638         | ? | поврежден, затоплен на следующий день немецкими самолётами | 47°39′ с. ш. 07°25′ з. д. |

### Сноски
- ubootwaffe.net webpage about U-25
- u-boot-archiv.de webpage for U-25
- Gordon Williamson. Wolf Pack: The Story of the U-Boat in World War II, Osprey Publishing Limited, 2005.